# Sierra El Caballo
La Sierra El Caballo es una montaña en los municipios de Santa Catarina, Nuevo León y Arteaga, Coahuila; México. La cresta de la montaña es límite entre estos dos estados a lo largo de aproximadamente 4 km. La montaña forma parte de la Sierra Madre Oriental y la parte que queda en territorio de Nuevo León forma parte del Parque nacional Cumbres de Monterrey. La cima está a 2,866 metros sobre el nivel del mar y la cresta tiene aproximadamente 14 kilómetros de largo.
Alrededor de la Sierra El Caballo es montañoso y está escasamente poblado, la montaña está rodeada por Cerro El Escorpión, Sierra El Tarillal y Cerro Los Ángeles.
La temperatura media anual es 14 °C, el mes más caluroso es junio con temperatura promedio es de 20 °C y el más frío es enero con 7 °C. La precipitación media anual es de 766 milímetros, el mes más húmedo es septiembre con un promedio de 226 mm de precipitación y el más seco es febrero, con 19 mm de precipitación.
El ascenso a la cima desde Puerto el Conejo tiene 511 metros de desnivel y se considera relativamente fácil.